# Aqhat
Aqhat var i den syriska traditionen son till kung Danel.
Gudinnan Anat erbjöd Aqhat odödlighet mot den pilbåge som gudarna hade skänkt honom. En berättelse som återspeglar spelet mellan död och pånyttfödelse.